# الغواصة الألمانية يو-701
غواصة يو-701 (بالألمانية: U 701) غواصة يو بوت ألمانية من غواصة الفئة السابعة، غواصة الفئة السابعة سي بنيت لسلاح بحرية ألمانيا النازية كريغسمارينه، في أحواض سي. ستولكن سون خلال الحرب العالمية الثانية.

## التصميم
كانت غواصة يو-701 غواصة يو بوت من الفئة السابعة C. وكانت هذه الفئة من الغواصات مصممة للعمليات في المحيط الأطلسي، وتعد أكبر وأقوى من الغواصات السابقة. وهي بطول 67.1 مترًا وعرض 6.3 مترًا وارتفاع 9.5 مترًا ووزنها غاطسًا 1000 طن.
كانت يو-701 مزودة بمحركين ديزل بقوة 1200 حصان ومحرك كهربائي بقوة 750 حصان. ويمكن أن تصل سرعتها إلى 17.7 عقدة (32.8 كم/ساعة) على السطح و7.6 عقدة (14.1 كم/ساعة) تحت الماء. وكان مداها 10.500 ميل بحري (19.400 كم) على السطح و850 ميلًا بحريًا (1.570 كم) تحت الماء.
كانت يو-701 مسلحة بخمسة طوربيدات من عيار 53 سم، واثنين من مدافع 8.8 سم، ومدفع 3.7 سم. كان طاقمها 51 رجلاً.
كانت غواصات الفئة السابعة C غواصات ناجحة للغاية خلال الحرب العالمية الثانية. وغرق ما مجموعه 224 من هذه الغواصات، وأغرقت أكثر من 1000 سفينة.